# Under the Iron Sea
Under the Iron Sea (в переводе с англ. — «Под железным морем») — второй студийный альбом британской рок-группы Keane, изданный в 2006 году. На первой же неделе после издания в Великобритании альбом взлетел на первое место по продажам — 222.297 копий (по официальным данным Official Chart Company). В США альбом занял 4-е место по продажам в Billboard 200 — 75702 проданных экземпляра за первую неделю.
На 22 января, продано более 2.500.000 копий по всему миру.
Название альбома основано на тексте песни «Crystal Ball»: «I’ve lost my heart, I buried it too deep, under the Iron Sea» («Я потерял своё сердце, погребя его под железным морем»).
Песни «Nothing in My Way» (первоначально она называлась «Nothing in Your Way»), «Try Again» и «Hamburg Song» впервые прозвучали ещё в 2004—2005 годах, на некоторых выступлениях группы во время тура в поддержку Hopes and Fears.

## Список композиций
Все песни написаны Тимом Райс-Оксли, Томом Чаплином, и Ричардом Хьюзом.
| №   | Название                      | Длительность |
| --- | ----------------------------- | ------------ |
| 1.  | «Atlantic»                    | 4:13         |
| 2.  | «Is It Any Wonder?»           | 3:06         |
| 3.  | «Nothing in My Way»           | 4:00         |
| 4.  | «Leaving So Soon?»            | 3:59         |
| 5.  | «A Bad Dream»                 | 5:06         |
| 6.  | «Hamburg Song»                | 4:37         |
| 7.  | «Put It Behind You»           | 3:36         |
| 8.  | «The Iron Sea (инструментал)» | 2:57         |
| 9.  | «Crystal Ball»                | 3:53         |
| 10. | «Try Again»                   | 4:27         |
| 11. | «Broken Toy»                  | 6:07         |
| 12. | «The Frog Prince»             | 4:22         |

В версии для США «Put It Behind You» и «The Iron Sea» объединены в один трек, продолжительностью 6:33.

### Бонус-DVD

#### Видео
1. Запись «Under the Iron Sea» — 23.55
2. Расширенная версия «Atlantic» — 6.01
3. «Is It Any Wonder?» (Видео) — 3.01
4. Как снималось видео на песню «Is It Any Wonder?» — 7.50

#### Рабочие материалы
1. «Atlantic» (Demo 29 января, 2005) — 4.15
2. «Is It Any Wonder?» (Demo 31 марта, 2005) — 2.58
3. «Nothing in Your Way» (Запись концерта в театре Арагон, Чикаго 19 мая, 2005) — 4.10
4. «Leaving So Soon?» (Demo 29 октября, 2005)
5. «A Bad Dream» (Demo 7 июля, 2005)
6. «Hamburg Song» (Запись концерта в театре Арагон, Чикаго 19 мая, 2005)
7. «Put It Behind You» (Demo 9 января, 2005)
8. «The Iron Sea» (Helioscentric Recording Session 9 апреля, 2005)
9. «Crystal Ball» (Demo 7 июля, 2005)
10. «Try Again» (Запись концерта в театре Арагон, Чикаго 19 мая, 2005)
11. «Broken Toy» (Demo 30 августа, 2005) — 5.39
12. «The Frog Prince» (Demo 7 июля, 2005) — 3.44

## Саундтреки
Некоторые песни из альбома стали саундтреками к фильмам и играм.
- FIFA 07 — «Nothing in My Way»
- Клиника — «A Bad Dream»
- В одну сторону — «Try Again»